# モンティ・ウィリアムズ
モンティ・ウィリアムズ（Monty Williams）ことタバレス・モンゴメリー・ウィリアムズ（Tavares Montgomery Williams, 1971年10月8日 - ）は、アメリカ合衆国バージニア州フレデリックスバーグ出身の元プロバスケットボール選手であり、現在は指導者。

## 経歴
ノートルダム大学卒業後、1994年のドラフトでNBAのニューヨーク・ニックスに1巡目24位で指名されプロキャリアをスタートした。
2年後、サンアントニオ・スパーズでグレッグ・ポポヴィッチのもと2シーズンをプレーし、NBAヘッドコーチのなかでも数の多いポポビッチ門下生の一人である。その後、4シーズンをプレーし、キャリアの実績は、2,884得点(6.3ppg)、1,296リバウンド(2.8rpg)、544アシスト(1.2apg)。
2005年よりポートランド・トレイルブレイザーズのアシスタントを5シーズン務めた後、ニューオーリンズ・ホーネッツのヘッドコーチに就任。2011-12シーズン以降は苦しんだものの、2014-15シーズンは45勝37敗の成績で4年振りのプレーオフ出場に導いたが、ゴールデンステート・ウォリアーズに4戦全敗を喫し、2015年5月12日に解任された。
2015年6月1日、2015-16シーズンは、オクラホマシティ・サンダーの第1アシスタントコーチとしてビリー・ドノバンを支えていたが、シーズン途中に夫人が交通事故で他界するという悲劇に遭遇。以降ウィリアムズは残された家族との時間を優先するために残りシーズンを休養。シーズン終了後に退任となった。
2016年9月16日、サンアントニオ・スパーズのバスケットボール関連部門の副社長に就任したことが発表された。
2018年６月４日、 フィラデルフィア・76ersヘッドコーチのブレット・ブラウンはウィリアムズがアシスタントコーチとしてチームに加わることを発表した
2019年5月3日、フェニックス・サンズのヘッドコーチに就任。2020-21シーズンはチームを28年振りにNBAファイナルに導いたものの、ファイナルではミルウォーキー・バックスに2勝4敗で敗れた。
2023年5月14日、ウェスタンカンファレンス・セミファイナルでデンバー・ナゲッツに２勝４敗で敗れた直後、フェニックス・サンズのヘッドコーチから解任されたが、同年6月2日、デトロイト・ピストンズのヘッドコーチに就任した。

## ヘッドコーチ成績
| チーム                       | シーズン | G   | W   | L   | W–L% | シーズン結果     | PG | PW | PL | PW–L% | 最終結果          |
| ---------------------------- | -------- | --- | --- | --- | ---- | ---------------- | -- | -- | -- | ----- | ----------------- |
| ニューオーリンズ・ホーネッツ | 2010–11  | 82  | 46  | 36  | .561 | 3rd in Southwest | 6  | 2  | 4  | .333  | 1st.ラウンド敗退  |
| ニューオーリンズ・ホーネッツ | 2011–12  | 66  | 21  | 45  | .318 | 5th in Southwest | –  | –  | –  | –     | 不出場            |
| ニューオーリンズ・ホーネッツ | 2012–13  | 82  | 27  | 55  | .329 | 5th in Southwest | –  | –  | –  | –     | 不出場            |
| ニューオーリンズ・ペリカンズ | 2013–14  | 82  | 34  | 48  | .415 | 5th in Southwest | –  | –  | –  | –     | 不出場            |
| ニューオーリンズ・ペリカンズ | 2014–15  | 82  | 45  | 37  | .549 | 5th in Southwest | 4  | 0  | 4  | .000  | 1st.ラウンド敗退  |
| フェニックス・サンズ         | 2019–20  | 73  | 34  | 39  | .466 | パシフィック3位  | —  | —  | —  | —     | 不出場            |
| フェニックス・サンズ         | 2020–21  | 72  | 51  | 21  | .708 | パシフィック1位  | 22 | 14 | 8  | .636  | NBAファイナル敗退 |
| 通算                         | 通算     | 539 | 258 | 281 | .479 |                  | 32 | 16 | 16 | .500  |                   |

## その他
選手の能力を引き出すことに定評があり、マイク・シャシェフスキーの下で、USAナショナルチームのアシスタントコーチを務めている。